# شتارنبيرغير زيه
بَلدَة شَتارنبِرغر زيه (بالأَلمانِيَّة: Gemeindefreies Starnberger See) هي بَلدَة أَلمانِيَّة فِي المَجَال الإِدَارِيِّ الحُرَّ؛ تَشمَل أَجِزاء مِنها على بُحيرة شَتارنبِيرغير. تَقعُ بَلدَة شتارنبيرغير زيه في مِنطَقَة شَتارنبِرغ التَّابِعة لمُحافظة باڤارِيا العُليَا في وِلاَية باڤارِيا في جُمهُوريَّة أَلمَانيَا الاِتّحاديّة بمِساحة تُقَدَّر بحَوالَي 57 كم².

## مَراجع
1. 1 2   https://www.destatis.de/DE/Themen/Laender-Regionen/Regionales/Gemeindeverzeichnis/Administrativ/Archiv/GVAuszugQ/AuszugGV1QAktuell.xlsx?__blob=publicationFile. {{استشهاد ويب}}: |url= بحاجة لعنوان (مساعدة) والوسيط |title= غير موجود أو فارغ (من ويكي بيانات) (مساعدة)
2. ↑  "معلومات عن شتارنبيرغير زيه على موقع openstreetmap.org". openstreetmap.org. مؤرشف من الأصل في 2018-10-05.
3. ↑  "معلومات عن شتارنبيرغير زيه على موقع statistik-portal.de". statistik-portal.de. مؤرشف من الأصل في 2020-01-10.